# Liste der Kulturdenkmale in Kleinrückerswalde
Die Liste der Kulturdenkmale in Kleinrückerswalde enthält die Kulturdenkmale des Ortsteils Kleinrückerswalde der sächsischen Stadt Annaberg-Buchholz, die in der Denkmalliste vom Landesamt für Denkmalpflege Sachsen mit Stand vom 24. November 2010 erfasst wurden.
Diese Liste ist eine Teilliste der Liste der Kulturdenkmale in Sachsen.

## Legende
- Bild: Bild des Kulturdenkmals, ggf. zusätzlich mit einem Link zu weiteren Fotos des Kulturdenkmals im Medienarchiv Wikimedia Commons. Wenn man auf das Kamerasymbol klickt, können Fotos zu Kulturdenkmalen aus dieser Liste hochgeladen werden:
- Bezeichnung: Denkmalgeschützte Objekte und ggf. Bauwerksname des Kulturdenkmals
- Lage: Straßenname und Hausnummer oder Flurstücknummer des Kulturdenkmals. Die Grundsortierung der Liste erfolgt nach dieser Adresse. Der Link (Karte) führt zu verschiedenen Kartendiensten mit der Position des Kulturdenkmals. Fehlt dieser Link, wurden die Koordinaten noch nicht eingetragen. Sind diese bekannt, können sie über ein Tool mit einer Kartenansicht einfach nachgetragen werden. In dieser Kartenansicht sind Kulturdenkmale ohne Koordinaten mit einem roten bzw. orangen Marker dargestellt und können durch Verschieben auf die richtige Position in der Karte mit Koordinaten versehen werden. Kulturdenkmale ohne Bild sind an einem blauen bzw. roten Marker erkennbar.
- Datierung: Baubeginn, Fertigstellung, Datum der Erstnennung oder grobe zeitliche Einordnung entsprechend des Eintrags in der sächsischen Denkmaldatenbank
- Beschreibung: Kurzcharakteristik des Kulturdenkmals entsprechend des Eintrags in der sächsischen Denkmaldatenbank, ggf. ergänzt durch die dort nur selten veröffentlichten Erfassungstexte oder zusätzliche Informationen
- ID: Vom Landesamt für Denkmalpflege Sachsen vergebene, das Kulturdenkmal eindeutig identifizierende Objekt-Nummer. Der Link führt zum PDF-Denkmaldokument des Landesamtes für Denkmalpflege Sachsen. Bei ehemaligen Kulturdenkmalen können die Objektnummern unbekannt sein und deshalb fehlen bzw. die Links von aus der Datenbank entfernten Objektnummern ins Leere führen. Ein ggf. vorhandenes Icon  führt zu den Angaben des Kulturdenkmals bei Wikidata.

## Liste der Kulturdenkmale
| Bild                                    | Bezeichnung | Lage                          | Datierung                                                  | Beschreibung | ID       |
| --------------------------------------- | --- | ----------------------------- | ---------------------------------------------------------- | --- | -------- |
| Direkt Bild zu diesem Denkmal hochladen | Kriegerdenkmal in expressionistischen Formen                                                                   | Friedhof Kleinrückerswalde    | um 1922                                                    | | 09220762 |
| Direkt Bild zu diesem Denkmal hochladen | Verwaltungsgebäude                                                                                             | Alte Poststraße 5 (Karte)     | um 1925                                                    | | 09228982 |
| Direkt Bild zu diesem Denkmal hochladen | Drei Treppenhausfenster in aufwendiger Farbverglasung                                                          | Alte Poststraße 98 (Karte)    | um 1920                                                    | Die Fenster mit aufwändiger Farbverglasung sind denkmalrelevante Zeugnisse einer ehemaligen Produktionsstätte mit baukünstlerischer Qualität, von Schneeberg nach Annaberg-Buchholz verlagert, handwerklich-künstlerisch von Bedeutung. Auf jedem Treppenpodest befindet sich je ein dreiteiliges Farbglasfenster im Zackenstil, in Streifendekor, mit großem Mittelmedaillon (Attribute des Handels) und zwei kleineren an den Seiten. | 08958080 |
| Direkt Bild zu diesem Denkmal hochladen | Wohnstallhaus                                                                                                  | Am Pfarrlehn 3 (Karte)        | bezeichnet mit 1862                                        | Das Gebäude mit Fachwerk im Obergeschoss und mit klassizistischem Türsturz ist baugeschichtlich von Bedeutung. | 09229039 |
| Weitere Bilder                          | Martin-Luther-Kirche                                                                                           | Annenstraße (Karte)           | 1780, 1845, 1897, Leichenhalle um 1930                     | Eine einfache, im Kern barocke Dorfkirche mit Dachreiter. Das Kriegerdenkmal in expressionistischen Formen, künstlerisch, baugeschichtlich und ortsgeschichtlich von Bedeutung. Die einschiffige Dorfkirche mit Steildach, Krüppelwalm, stehenden Gauben und Dachreiter, dazu Kirchhof und Leichenhalle. Des Weiteren steht die gesamte Innenausstattung der Kirche (einschließlich Vasa Sacra und Glocken) unter Denkmalschutz. Kriegerdenkmal: stilisierte Pflanze. | 09229040 |
| Direkt Bild zu diesem Denkmal hochladen | Kriegerdenkmal für die Gefallenen des Ersten Weltkrieges                                                       | Annenstraße 51 (Karte)        | 1922                                                       | Expressionistische Form, künstlerisch und ortsgeschichtlich von Bedeutung | 09307420 |
| Direkt Bild zu diesem Denkmal hochladen | Farbglasfenster des Obererzgebirgischen Posamenten- und Effektenwerkes Annaberg, vormals Firma Woldemar Wimmer | Bahnhofstraße 1a (Karte)      | Um 1880 (Farbglasfenster); 2019 (Montanregion, Pufferzone) | Historistisch gestaltetes Schmuckfenster im Stil der Neo-Renaissance von künstlerischer und stadtgeschichtlicher Bedeutung | 09307512 |
| Direkt Bild zu diesem Denkmal hochladen | Mietshaus in halboffener Bebauung und in Ecklage                                                               | Bärensteiner Straße 1 (Karte) | Bezeichnet mit 1893                                        | Markante Putzfassade mit Neorenaissance-Elementen, dominanter Erker mit Wappenkartusche, baugeschichtliche und städtebauliche Bedeutung, seit 2019 zugehörig zur Pufferzone des UNESCO-Welterbes Montanregion Erzgebirge/Krušnohoří. Das an direkter Grenze zu Annaberg, in Ecklage Bärensteiner Straße und Straße der Einheit liegende dreigeschossige Mietshaus überzeugt durch seine markante Putzfassade mit Neorenaissance-Elementen. Das 1893 errichtete Gebäude zeichnet sich besonders durch die Gestaltung der mittleren Achse aus, welche dominiert wird durch einen übergiebelten Erker mit Wappenkartusche. Die seitlich davon angeordneten vier bzw. drei Achsen tragen die für den Historismus typischen Bauzier: Erdgeschoss und Obergeschoss werden durch ein Gurtgesims optisch getrennt, alle Fenster sind mit Faschen aus Natursteinen eingefasst und durch gerade Verdachungen oder ornamentalen Schmuck gegenüber der Klinkerfassade abgesetzt. Der Natursteinsockel, die Eckquaderungen und durchgängig ausgeführten Sohlbänke mit Konsolen sowie die mit Voluten und Giebeldreiecken gestalteten Gaupen erzeugen ein in sich stimmiges Bild eines historistischen Gebäudes von baugeschichtlicher Bedeutung. | 09305118 |
| Direkt Bild zu diesem Denkmal hochladen | Mietshaus mit Erker, in Ecklage und halboffener Bebauung                                                       | Erbgerichtsstraße 1 (Karte)   | um 1900                                                    | | 09229041 |
| Direkt Bild zu diesem Denkmal hochladen | Mietshaus in offener Bebauung                                                                                  | Erbgerichtsstraße 8 (Karte)   | bezeichnet mit 1904                                        | Das Gebäude mit historisierender Putzfassade ist von baugeschichtlicher Bedeutung. | 09229043 |
| Direkt Bild zu diesem Denkmal hochladen | Mietshaus in offener Bebauung                                                                                  | Erbgerichtsstraße 9 (Karte)   | bezeichnet mit 1900                                        | Ein Putzbau, die Fassade noch von klassizistischer Wirkung, baugeschichtliche Bedeutung. | 09229044 |
| Direkt Bild zu diesem Denkmal hochladen | Feldsteinscheune eines Bauernhofes                                                                             | Jöhstädter Straße 24 (Karte)  | 19. Jahrhundert                                            | | 09229037 |
| Direkt Bild zu diesem Denkmal hochladen | Mietshaus in offener Bebauung                                                                                  | Lessingstraße 2 (Karte)       | um 1900                                                    | | 09228863 |
| Direkt Bild zu diesem Denkmal hochladen | Doppelmietshaus in offener Bebauung                                                                            | Wilischstraße 2, 4            | um 1885                                                    | | 09228868 |
| Direkt Bild zu diesem Denkmal hochladen | Tür | Wilischstraße 12 (Karte)      | um 1905                                                    | | 09228865 |
| Direkt Bild zu diesem Denkmal hochladen | Mietshaus in offener Bebauung                                                                                  | Wilischstraße 36 (Karte)      | um 1900                                                    | | 09229045 |
|                                         | Turnhalle | Zinnackerweg 8 (Karte)        |                                                            | Ein zeittypischer Putzbau, ortsgeschichtlich von Bedeutung. | 09229034 |